# GNewSense
gNewSense era una distribuzione basata su Debian GNU/Linux attiva dal 2006 al 2016. Era nata con lo scopo di utilizzare esclusivamente software libero. È stata una delle prime distribuzioni ad utilizzare il kernel Linux del progetto Linux-libre.

## Storia
La distribuzione nacque dall'idea di due esperti irlandesi nel software libero, Brian Brazil e Paul O'Malley.
La versione 2.3 è stata distribuita il 14 settembre 2009. Fin dalla prima versione gNewSense era avviabile da LiveCD, Chiave USB o tramite boot di rete. Inoltre grazie al cosiddetto Builder chiunque poteva creare una versione personalizzata della distribuzione.
L'ultima versione al momento disponibile era la 4.0, nome in codice "Ucclia", distribuita il 2 maggio 2016, basata su Debian 7.2 "Wheezy" (stabile), utilizzava l'ambiente desktop GNOME 3.4.2 ed era disponibile in 3 architetture: i386, amd64 e
mipsel (Lemote Yeeloong).

## Descrizione
L'obiettivo di gNewSense era fornire agli utenti i pacchetti di programmi che offrissero la stabilità e la libertà di Debian con repository liberi al 100%.
Nessun codice proprietario è o sarà mai inserito volontariamente in gNewSense; qualora fosse stato trovato un software proprietario, sarebbe stato considerato un bug da risolvere al più presto.
Il browser di default si chiamava Web (una volta chiamato Epiphany); inoltre Mozilla Firefox è stato sostituito con il suo fork GNU IceCat, che non richiedeva l'installazione di alcun plugin proprietario. Il kernel Linux è stato ripulito di tutto il software non-libero. L'ambiente desktop predefinito era GNOME.
Era disponibile un porting per il computer portatile Lemote Yeeloong (su Architettura MIPS) che vantava di avere BIOS e driver liberi.
Esisteva la localizzazione in varie lingue, tra le quali vi era la  lingua italiana.

### Il supporto della Free Software Foundation (FSF)
gNewSense era una distribuzione ufficialmente supportata dalla Free Software Foundation fra i "Progetti ad alta priorità".

Il supporto avuto dalla FSF, che poi ha rimosso gNewSense nell'aprile 2021 dal suo elenco di distribuzioni GNU/Linux libere approvate , permetteva agli sviluppatori di avere una macchina high end (ovvero con un BIOS libero), connettività e assistenza nello sviluppo dei temi grafici.